# Finlands flygmuseum
- Övre vänster: Museets entré.
- Övre höger: Museets huvudbyggnad.
- Undre vänster: Museets utställningshall.
- Undre höger: VL Sääski II  i museets samling.

Finlands Flygmuseum (finska: Suomen ilmailumuseo) är ett museum som är beläget i Vanda i Finland. Museet drivs av Stiftelsen för Finlands Flygmuseum. 

## Samlingar
Det finns bortåt 7 000 föremål i museets samlingar, cirka 16 000 böcker, 160 000
tidskrifter och mindre trycksaker om luftfart. Därtill finns ett stort urval flygnings- och serviceböcker. Antalet fotografier, negativ och diabilder uppgår till omkring 78 000. Arkivmaterialet mäter cirka 1 300 hyllmeter. Samlingen har 72 flygmaskiner, varav 22 glidflygplan.

### Flygplansamling
Bland utställningens betydande föremål finns flygplanen:
- Adaridi
- (Atol 450, på museet i Heureka?)
- Beechcraft 95-A55 Baron
- Bell 47D-1 helikopter
- Blomqvist-Nyberg, det näst äldsta finska flygplanet
- Caudron C.60
- Convair Metropolitan eller Convair 340/440
- De Havilland Vampire F.B.52 och DH Vampire Trainer T.55
- De Havilland Canada DHC-2 Beaver
- DFS 108 Olympia
- Douglas DC-2 skrov
- Douglas DC-3
- Fibera KK-1e Utu, 2 st
- Fieseler FI 156K-1 Storch
- Focke-Wulf Fw 44 J Stieglitz
- Folland Gnat Mk.1
- Fouga Magister CM170 A
- Grunau 9
- Grunau Baby IIb, 2 st
- Harakka I och II
- Heinonen HK-1 Keltiäinen
- I.V.L. A.22 Hansa
- Karhumäki Karhu 48B
- Klemm L25
- Kokkola KO-04 Super Upstart-autogiro
- L-13n-10 Blanik
- Letov S.218 A Smolik
- Lockheed 18-07 Lodestar
- MiG-21bis, 2 st
- MiG-21, 2 st
- Mil Mi-4
- Mil MI-8T HS-1, magasinerad
- Mil Mi-8P HS-6, på gården intill
- Mahe Scout-ultralight
- Taivaankirppu-replika
- PIK-3a Kanttikolmonen
- PIK-3c Kajava
- PIK-5b
- PIK-10 Moottoribaby
- PIK-11 Tumppu
- PIK-12 Gabriel
- PIK-16c Vasama
- PIK-20
- Piper PA-28R-180 Cherokee Arrow
- Polikarpov UTI-4 ( I-16 UTI)
- PZL SM-1SZ-helikopter
- Quickie
- Saab 35 Draken, 2 st
- Saab 91D Safir
- Schulgleiter SG-38
- SZD-9bis 1c Bocian
- SZD-10bis Czapla A
- Sud Aviation SE 210 Caravelle-simulator
- Torolf Eklunds TE-1-flygbåt
- VL Pyry II
- VL Sääski II
- VL Tuisku
- VL Viima II
- WWS-1 Salamandra
- Wassmer Wa54 Atlantic

## Evenemang
- Finlands Flygmuseums flyglitteraturdag